# Khuyến nghị Warszawa về khôi phục và tái tạo di sản văn hóa

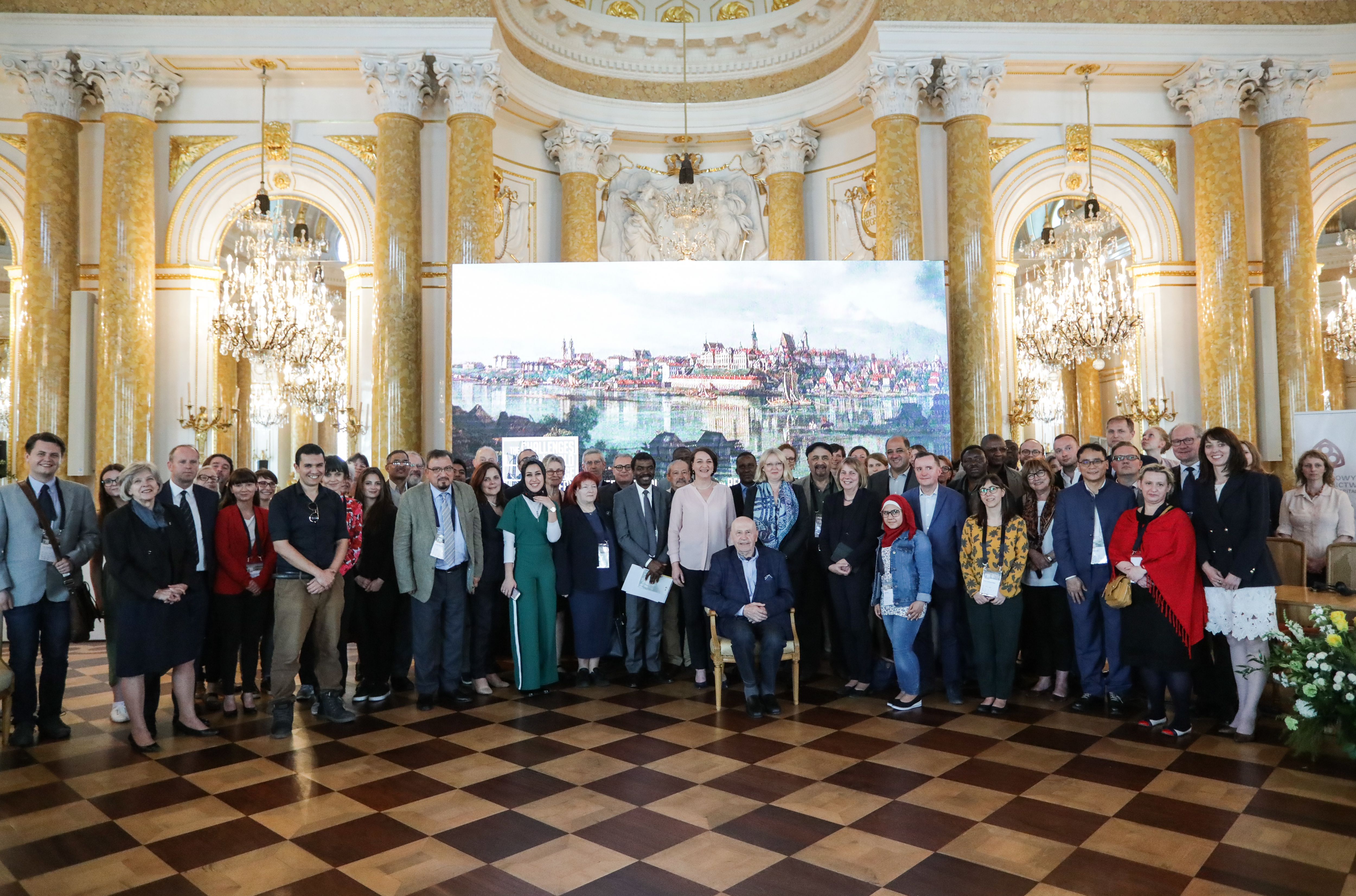
Đại biểu tham gia hội thảo "Những thách thức của việc phục hồi Di sản Thế giới"

Khuyến nghị Warszawa về khôi phục và tái tạo di sản văn hóa (tiếng Anh: Warszawa recommendation on recovery and reconstruction of cultural heritage; tiếng Ba Lan: Rekomendacja Warszawska w sprawie odbudowy i rekonstrukcji dziedzictwa kulturowego) ban hành năm 2018, là một bộ nguyên tắc toàn diện liên quan đến quá trình tái thiết đô thị và tái thiết công trình lịch sử, khu phức hợp công trình bị phá hủy do xung đột vũ trang hoặc thiên tai.
Đạo luật mềm này là kết quả của hội thảo quốc tế "Những thách thức của việc phục hồi Di sản Thế giới" tổ chức tại Lâu đài Hoàng gia Warszawa vào ngày 8 tháng 5 năm 2018. Trong hội nghị, đại diện của UNESCO, ICOMOS, ICCROM, Ngân hàng Thế giới và Liên minh Toàn cầu về Khủng hoảng Đô thị gặp gỡ nhau lần đầu tiên để thảo luận về các vấn đề liên quan đến việc tái thiết di sản thế giới. Hơn 200 đại biểu đại diện cho tất cả các khu vực trên thế giới đã tham dự cuộc họp.
Quy định của Khuyến nghị Warszawa đã được thông qua trong quyết định của Ủy ban Di sản Thế giới của UNESCO tại phiên họp thứ 42 ở Manama, Bahrain (42 COM 7).
Khuyến nghị Warszawa đề cập đến ví dụ và kinh nghiệm trong công cuộc tái thiết thủ đô Warszawa sau Thế chiến II. Lịch sử của Warszawa  được ghi chép trong Danh sách Di sản Thế giới của UNESCO năm 1980 nhằm ghi nhận thành tựu xây dựng lại thành phố thủ đô, đã trở thành một tấm gương cho các thành phố khác bị ảnh hưởng bởi thảm kịch chiến tranh và thiên tai.